# داء هجرة اليرقات الجلدي
داء هجرة اليرقات الجلدي (بالإنجليزية: Cutaneous larva migrans)‏ هو مرض جلدي يصيب البشر تحدثه يرقات الديدان الأسطوانية الطفيلية، الأكثر شيوعا منها في الأمريكيتين هي الملقوة البرازيلية.
يشار إليها أحيانا «الطفح الجلدي الزاحف» أو «حكة الأرض»، في بعض الأجزاء من جنوب الولايات المتحدة يشار إليه ب «ديدان الرمل» مثل اليرقات التي تعيش في التربة الرملية.

## ألبوم الصور

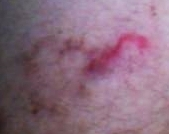